# Elaphria nephrosticta
Elaphria nephrosticta är en fjärilsart som beskrevs av Druce. Elaphria nephrosticta ingår i släktet Elaphria och familjen nattflyn. Inga underarter finns listade i Catalogue of Life.